# Орловский государственный институт культуры
Орловский государственный институт культуры — российское федеральное государственное бюджетное образовательное учреждение высшего образования. Учредителем и собственником имущества института является Российская Федерация. Функции учредителя от имени Российской Федерации осуществляет Министерство культуры Российской Федерации.

## История
15 марта 1972 года Приказом Министерства культуры РСФСР № 182 в городе Орле был основан Орловский филиал Московского государственного института культуры. Первым ректором института был назначен А. Ф. Герасимов, первоначальный педагогический состав института составил шестьдесят человек. 1 сентября этого года состоялось открытие института и приём студентов первого курса дневного отделения в количестве двести десять человек и заочного отделения в количестве сто тридцать пять человек. К концу 1972 года общее количество студентов составило шестьсот десять человек, из них: на дневном отделении — двести десять человек, а на заочном — четыреста человек. В 1974 году состоялся первый выпуск на заочном отделении в количестве семидесяти специалистов, из них: двадцать восемь хоровиков и оркестрантов и сорок два библиотекаря-библиографа. В 1976 году состоялся первый выпуск на дневном отделении в количестве двести двадцать одного специалиста.
В 1972 году в составе института было создано два факультета: культурно-просветительной работы (дирижёрско-оркестровая и дирижёрско-хоровая специализации) и библиотечный (для подготовки библиотекарей-библиографов юношеских и детских библиотек и библиотекарей- библиографов научных и массовых библиотек), а также было создано шесть общеинститутских кафедр: хореографии, режиссуры, народных инструментов, хорового дирижирования, культурно-просветительной работы и общенаучных дисциплин. В 1973 году к существующим кафедрам добавилось ещё три: библиотековедения и библиографии (в 1975 году разделённые на две кафедры: библиографии и библиотековедения), истории музыки и фортепиано и теории музыки (в 1975 году разделённые на две кафедры: фортепиано и теории и истории музыки), в 1975 году была создана кафедра иностранных языков и кафедра литературы. В 1979 году были созданы ещё две кафедры: марксистско-ленинской философии и научного коммунизма и истории компартии и политэкономии. Тем самым к 1979 году в институте было создано шестнадцать общеинститутских кафедр. В 1989 году в институте был открыт факультет повышения квалификации. В 1991 году был создан факультет народно-художественного творчества.
В 1978 году при институте был создан хореографический ансамбль «Радуга», первым художественным руководителем которого был назначен Ю. Г. Деревягин, в 1985 году коллектив ансамбля становится дипломантом XII Всемирного фестиваля молодежи и студентов и лауреатом Всесоюзного смотра художественного творчества посвященного 40-летию Победы в Великой Отечественной войне, ансамбль гастролировал в различных странах мира в том числе таких как: Италия, Польша, Швеция, Франция, Португалия и Греция. В 1987 году был создан ещё один творческий коллектив института — Орловский городской оркестр русских народных инструментов, первым руководителем которого стал В. К. Сухорослов, в 1990 году оркестр становится лауреатом первой премии Всероссийского конкурса ансамблей и оркестров.
13 декабря 1990 года Постановлением Совета Министров РСФСР № 581 и приказа Министерства культуры РСФСР № 443 Орловский филиал МГИК был реорганизован в самостоятельное высшее учебное заведение — Орловский государственный институт культуры. Первым ректором самостоятельного института стал профессор Н. А. Паршиков. В реорганизованном институте создано четыре факультета: культурологии, народного художественного творчества, библиотечный и повышения квалификации, а также шестнадцать общевузовских кафедр.
22 июня 1995 года приказом Государственного комитета Российской Федерации по высшему образованию № 942 Орловский государственный институт культуры был переименован в Орловский государственный институт искусств и культуры.
В 2005 году была открыта аспирантура по специальностям: 13.00.05 — Теория, методика и организация социально-культурной деятельности, 05.25.03 — Библиотековедение, библиографоведение и книговедение. Её возглавила Г. В. Якушкина. Научными руководителями аспирантов утверждены профессора МГУКИ, доктора педагогических наук А. Д. Жарков, Л. С. Жаркова, Ю. Н. Столяров, А. Б. Антопольский; профессора ОГИИК, кандидаты и доктора педагогических наук Н. А. Паршиков, А. А. Лабейкин, О. О. Борисова, И. А. Ивашова.

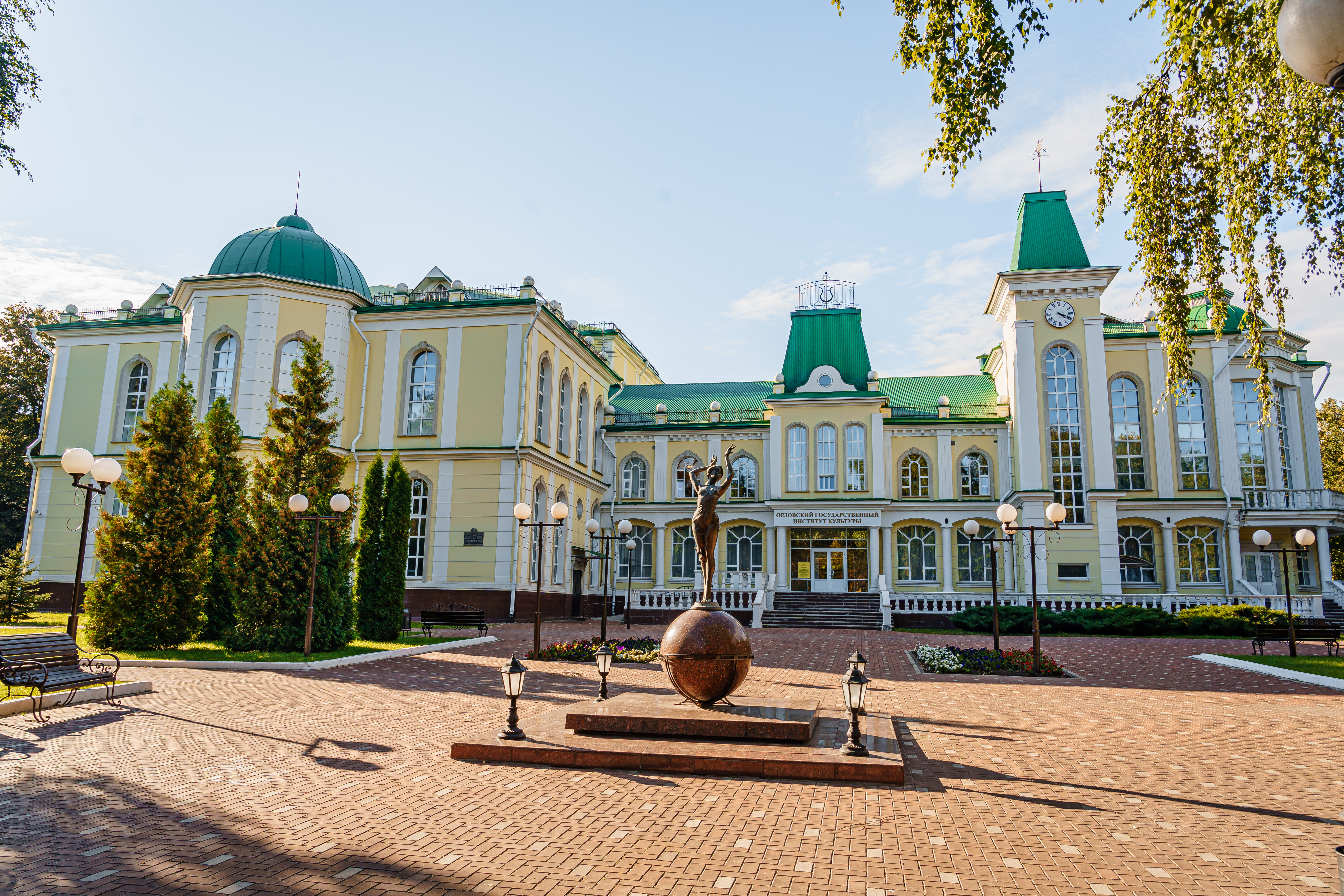

В 2010 году вступил в строй новый учебный корпус общей площадью более 8 тыс.кв.м.
Приказом Министерства культуры Российской Федерации N 2175 от 7 августа 2015 г. институт переименован в Орловский государственный институт культуры.
01 июля 2021 года исполняющим обязанности ректора Орловского государственного института культуры назначен доктор экономических наук, профессор, Почетный работник науки и высшей школы Орловской области, профессор РАО Владимир Владимирович Матвеев.
01 июля 2022 года на общей конференции преподавателей, работников и студентов путём тайного голосования единогласно ректором ФГБОУ ВО «Орловский государственный институт культуры» избран Владимир Владимирович Матвеев.

## Образовательная деятельность

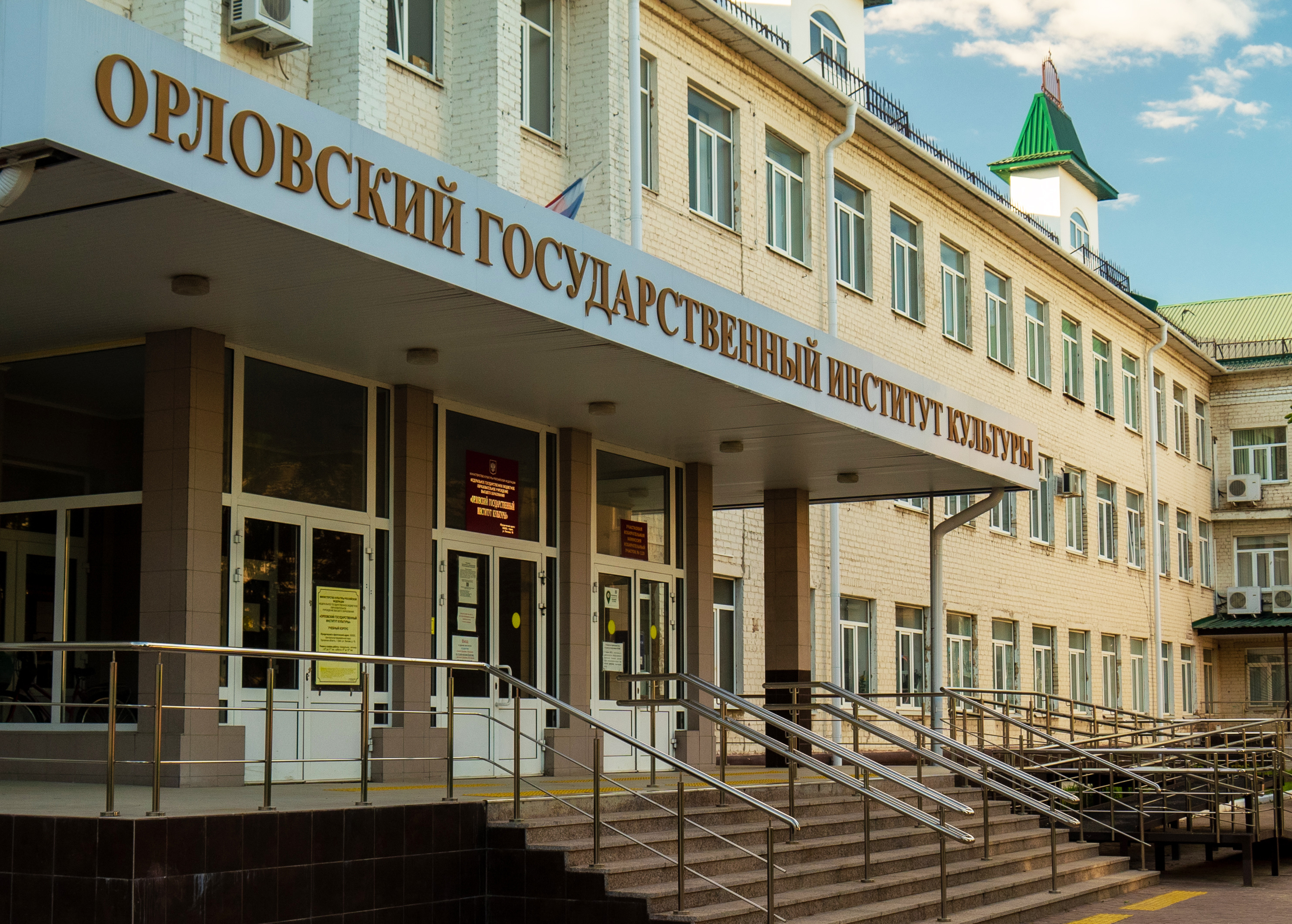

В настоящее время в Орловском государственном институте культуры подготовка ведется по программам высшего образования — программам бакалавриата, магистратуры, специалитета, подготовки научно-педагогических кадров в аспирантуре по очной, очно-заочной и заочной формам обучения по федеральным государственным образовательным стандартам высшего образования 3+, начиная с 1 сентября 2019 года, по федеральным государственным образовательным стандартам высшего образования 3++ , и с 1 октября 2022 года по федеральным государственным требованиям.[значимость факта?]

## Научная деятельность
Научный ценз профессорско-преподавательского состава института составляет 68 %.[значимость факта?]
Аспирантурой вуза подготовлено 42 кандидата наук по отрасли «Педагогические науки».[значимость факта?]
Институт реализует грант по программе академического лидерства «Приоритет 2030» в партнерстве с Орловским государственным университетом им. И. С. Тургенева.[значимость факта?]
ОГИК — дважды победитель грантовых конкурсов Президентского фонда культурных инициатив[значимость факта?].
Институт патентует результаты интеллектуальной деятельности: вузом зарегистрировано 3 программы для ЭВМ.[значимость факта?]
На базе института проводятся международные, всероссийские, межрегиональные, межвузовские конференции: «Культура, наука и искусство — современные векторы развития вуза культуры»; «Электронное информационное пространство для науки, образования, культуры» (кафедра информатики и документоведения); Славянские чтения «Духовные ценности и нравственный опыт русской цивилизации в контексте третьего тысячелетия», «Жанры и типы текста в научном и медийном дискурсе» (кафедра русской и иностранной филологии); Музейные чтения «Современные проблемы музеологии» «Этнокультурное образование: практический опыт и перспективы в профилактике межэтнической напряжённости» (кафедра культурного наследия); «Библиотека. Культура. Общество» (кафедра библиотечно-информационной деятельности) и др.[значимость факта?]
С 2003 года в институте совместно с Орловской областной публичной библиотекой им. И. А. Бунина проводятся «Денисьевские чтения» — конференция по проблемам истории, теории и практики библиотечного дела, библиографии и книговедения.
В 2020 году вышел в свет первый номер журнала «Образование и культурное пространство» (Свидетельство о регистрации средства массовой информации ПИ № ФС77-78667 от 8 июля 2020 г.). Издание предоставляет возможность ученым, научным сотрудникам, аспирантам из вузов и учреждений Российской Федерации, ближнего и дальнего зарубежья опубликовать статьи в четырёх рубриках журнала: педагогические науки, культурология, искусствоведение, современные аспекты социальных и гуманитарных исследований. Полнотекстовые версии вышедших номеров размещаются на сайте Научной электронной библиотеки eLIBRARY.RU.  В 2022 году по инициативе ректора ОГИК В. В. Матвеева журнал был включен в РИНЦ (Российский индекс научного цитирования), а в 2023 включен в перечень ведущих рецензируемых научных журналов, включённых Высшей аттестационной комиссией России в список изданий, рекомендуемых для опубликования основных научных результатов диссертации на соискание учёной степени кандидата и доктора наук. По итогам распределения журналов Перечня ВАК по категориям в 2023 году журналу «Образование и культурное пространство» присвоена категория К3.[значимость факта?]
В 2024 году зарегистрирован научно-популярный журнал «Родные пенаты». Начавшись как общественная инициатива Орловского областного отделения Русского географического общества, журнал стал ведущей площадкой для краеведов, историков, литераторов, музеологов, географов, в рамках которой обсуждаются вопросы сохранения и развития культурного и исторического, патриотического и православного наследия Орловской области и России.[значимость факта?]
В вузе создано Научное общество обучающихся[значимость факта?], Совет молодых ученых, действуют научно-творческие лаборатории. Ежегодно в институте проводится «Неделя науки», по результатам которой издаются сборники научных работ студентов.[значимость факта?]

## Руководство
- Матвеев, Владимир Владимирович ‒ ректор, доктор экономических наук, профессор, Почетный работник науки и высшей школы Орловской области, профессор РАО[5]
- Анненкова Алла Анатольевна ‒ проректор по учебной, научной и международной деятельности, кандидат экономических наук, доцент, Почетный работник высшего профессионального образования Российской Федерации[7]
- Ефименко Ирина Сергеевна ‒ проректор по развитию, финансам и административной работе, кандидат экономических наук, доцент[7]
- Фоменко Ирина Михайловна ‒ проректор по творческой и воспитательной работе, профессор, Заслуженный работник Культуры Российской Федерации[7]

## Структура
Орловский государственный институт культуры имеет три факультета, 11 кафедр, центр креативных индустрий, центр подготовки кадров высшей квалификации и дополнительного образования, отдел профориентации и трудоустройства, творческо-исполнительский центр, библиотеку и другие подразделения.
- Факультет художественного творчества
- Факультет социально-культурной деятельности
- Факультет библиотечно-информационной и музейной деятельности

## Ректоры
- Герасимов, Александр Фёдорович (1972—1982)[2][3][4]
- Паршиков, Николай Александрович (1982—2021) — доктор педагогических наук, профессор, Заслуженный работник культуры РФ[2][3][4][8]
- Матвеев, Владимир Владимирович (с 2021- по н.в.) — доктор экономических наук, профессор, Почетный работник науки и высшей школы Орловской области, профессор РАО[5].